# Scènes de la vie de saint Jérôme
Les Scènes de la vie de saint Jérôme sont  cinq panneaux, parties d'une prédelle de retable, peints par Sano di Pietro en 1444, conservés depuis  1863 au Musée du Louvre, Paris.

## Histoire
Peints pour le couvent des Jésuites de San Girolamo à Sienne, ces éléments ne concernent que la prédelle,  les autres parties du retable (Polittico dei Gesuati) étant à la pinacothèque nationale de Sienne.

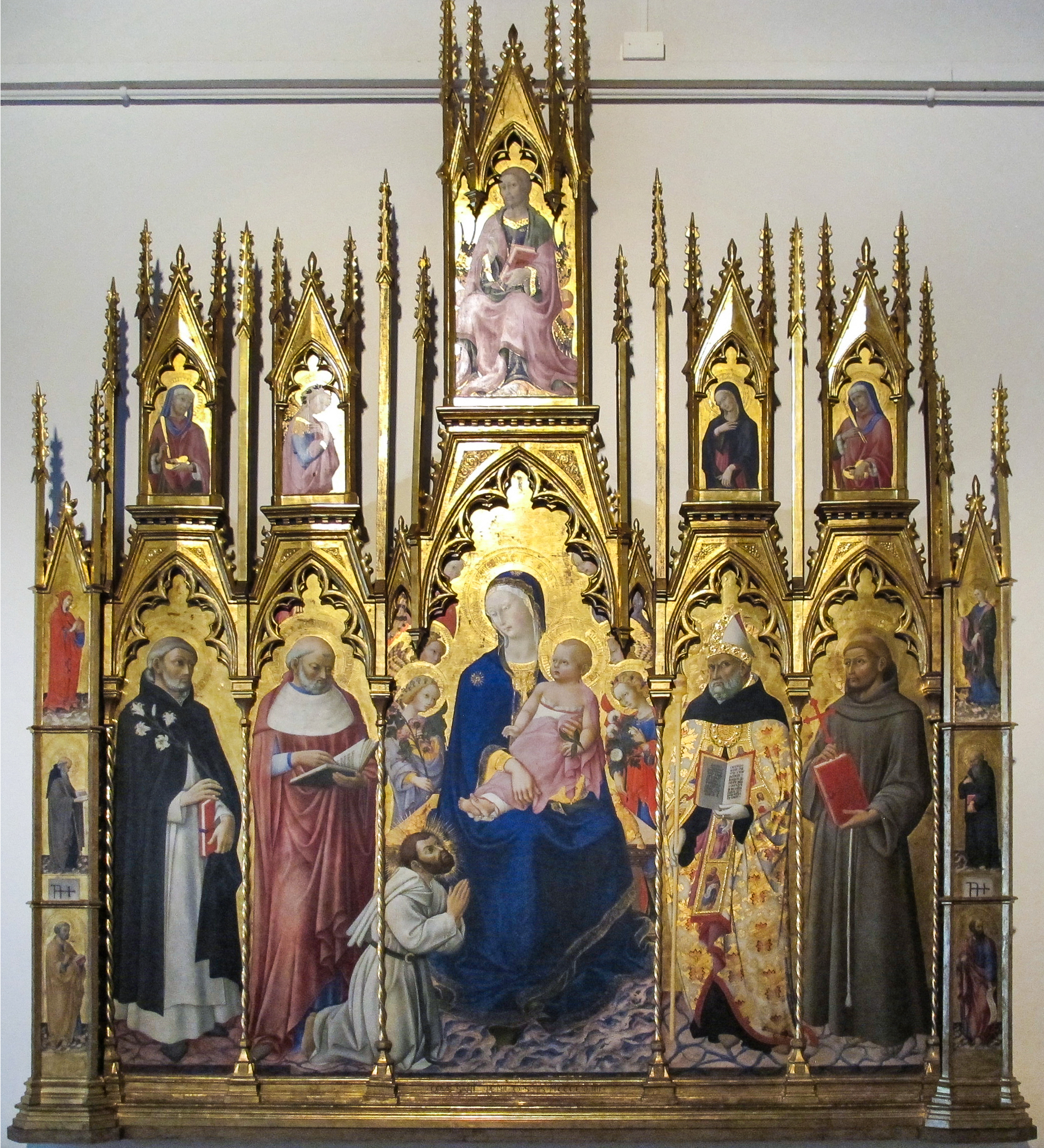
Polittico dei Gesuati

Les panneaux faisaient partie de la collection Campana achetée  pour le musée Napoléon III (qui devint le musée du Louvre).

## Iconographie
Saint Jérôme de Stridon est traditionnellement représenté, dans l'iconographie chrétienne, ascète ermite en pénitence dans le désert, en présence du lion dont il a retiré l'épine de la patte et qui le suit, en train de traduire la Bible dans son étude...

## Description
Chacun des panneaux fait 23 × 35 cm environ :
- Saint Jérôme rêve qu'il est flagellé par deux anges sur ordre du Christ[3]
- La Pénitence de saint Jérôme[4]
- Saint Jérôme enlève une épine de la patte du lion. Le lion poursuit les voleurs qui avaient dérobé l'âne du couvent et ramène avec lui une caravane de chameaux chargés de marchandises[5]
- La Mort de saint Jérôme en présence de ses disciples ; il apparaît à l'évêque saint Cyrille de Jérusalem[6]
- Saint Jérôme apparaît au ciel à Sulpice Sévère, puis aux côtés de saint Jean-Baptiste, à saint Augustin[7]

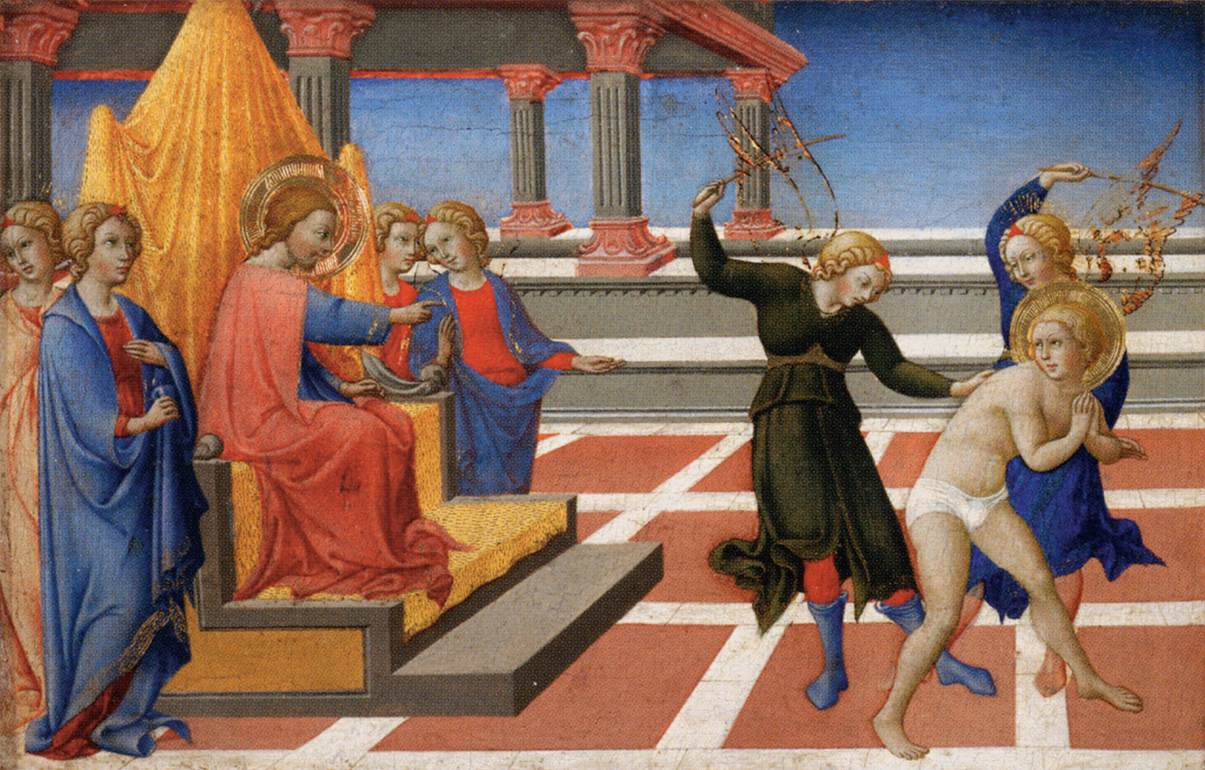
Le Rêve de saint Jérôme
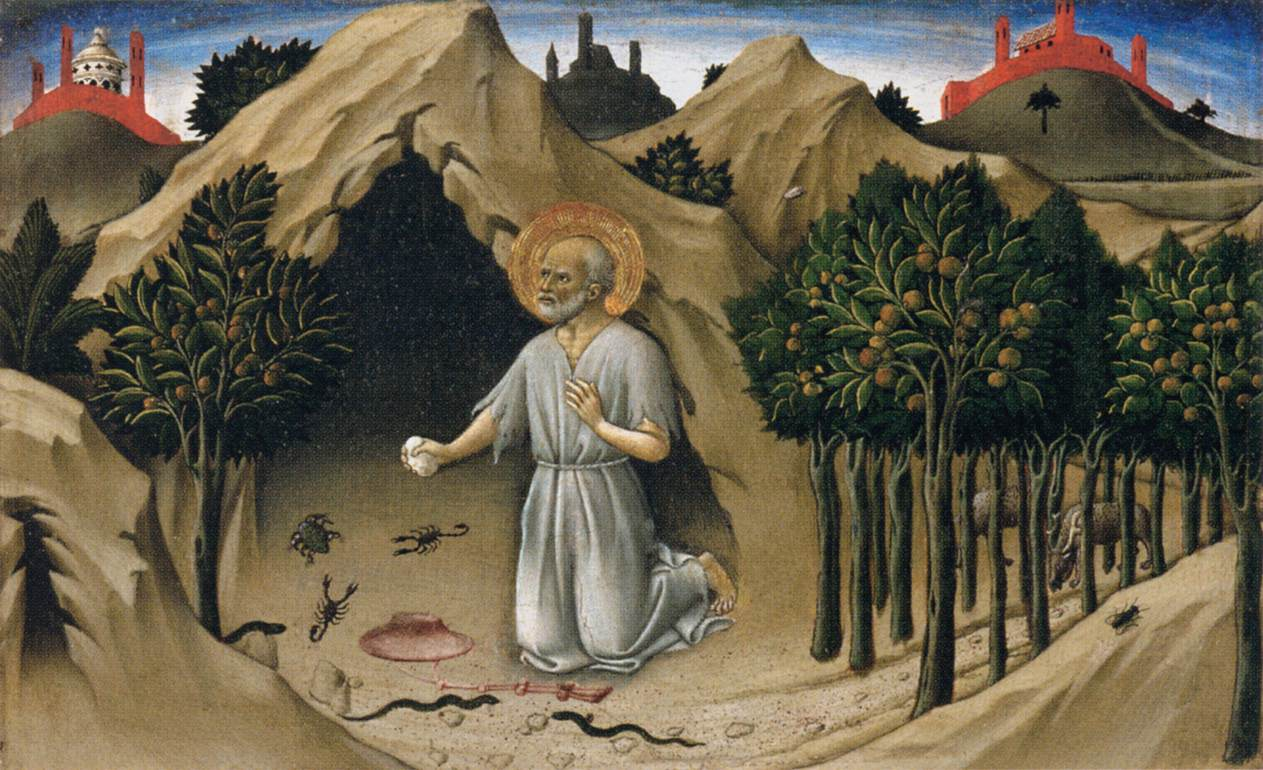
La Pénitence de saint Jérôme
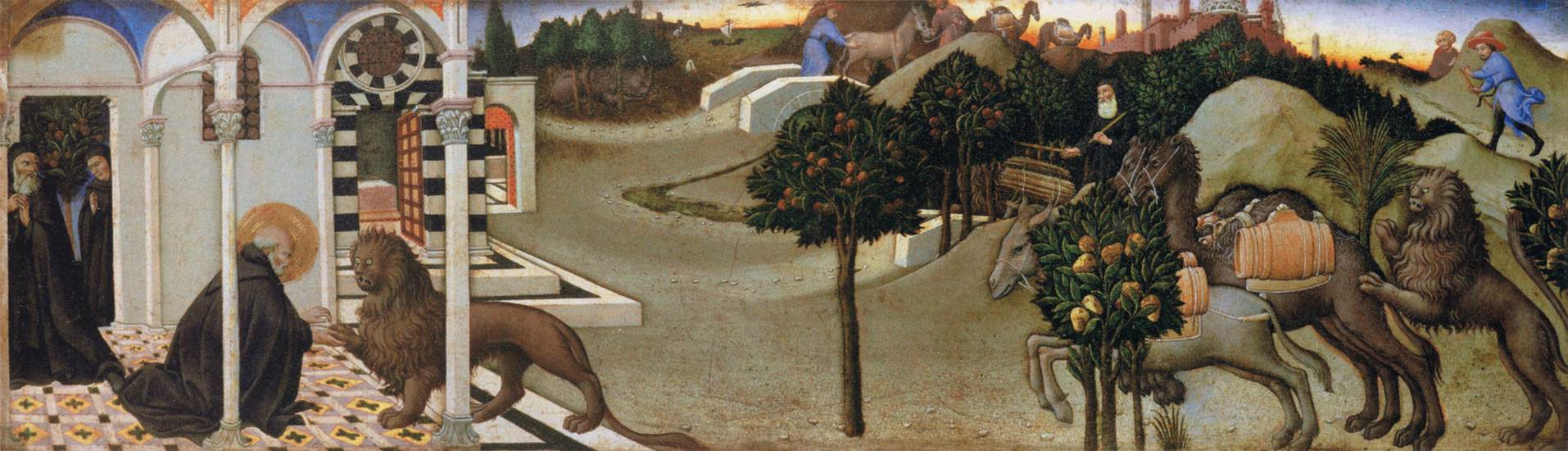
Le Lion apprivoisé
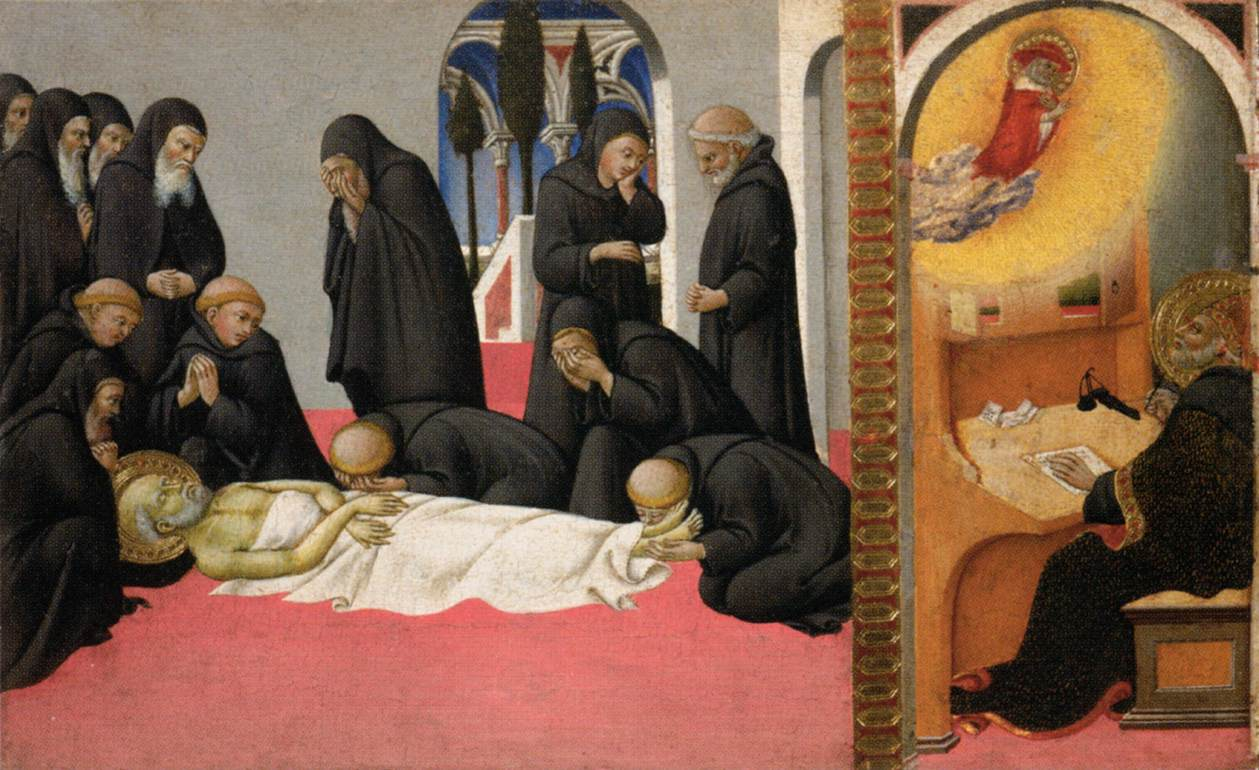
La Mort de saint Jérôme
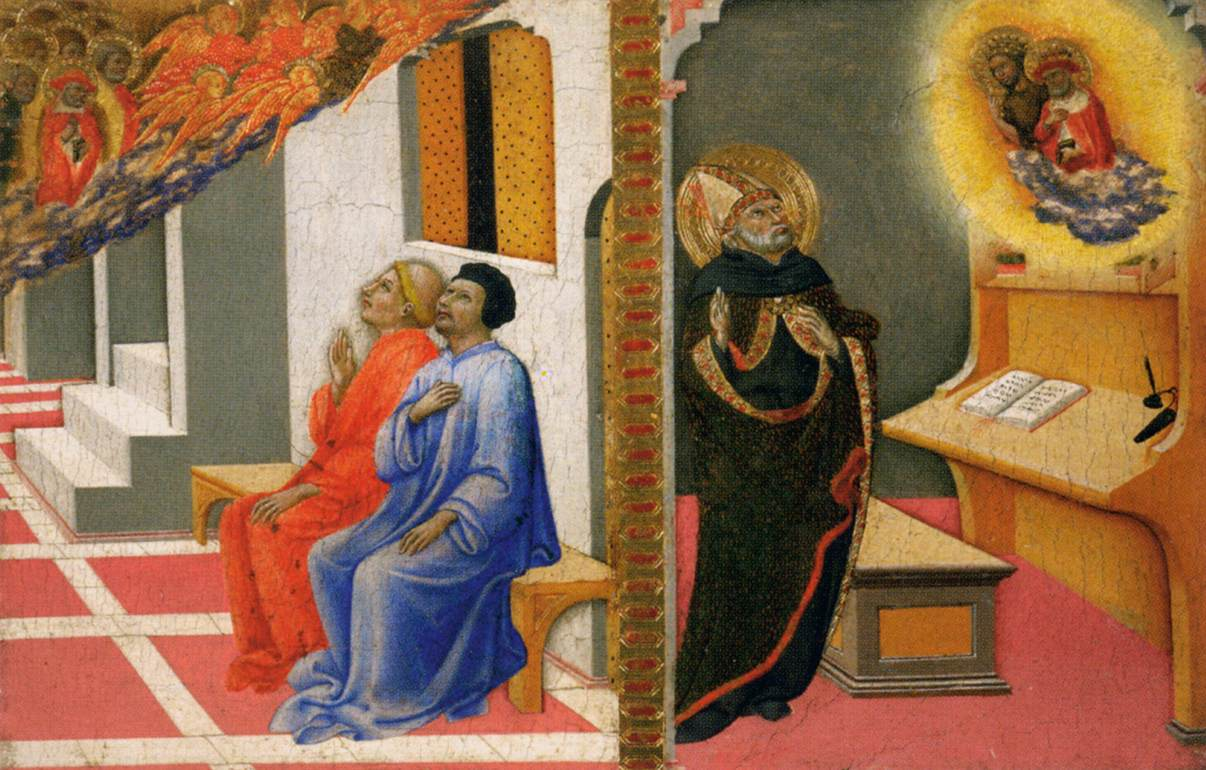
L'Apparition à saint Cyrille